# Вахова
Ва́хова (рос. Вахова) — присілок у складі Талицького міського округу Свердловської області.
Населення — 24 особи (2010, 19 у 2002).
Національний склад станом на 2002 рік: росіяни — 100 %.